# 올림픽 스포츠클라이밍
올림픽 스포츠클라이밍은 올림픽에서 스포츠클라이밍으로 경기를 겨루는 올림픽 경기 종목이다. 스포츠클라이밍은 2020년 일본 도쿄 하계 올림픽에서 올림픽 데뷔를 했다. 국제스포츠클라이밍연맹(IFSC)이 주관한다.

## 입후보
2015년 국제 스포츠 클라이밍 연맹(IFSC)이 이 종목의 포함을 제안했다. 2015년 9월에는 스포츠클라이밍이 야구, 소프트볼, 스케이트보드, 서핑, 공수도와 함께 2020년 하계 올림픽에 포함될 후보 목록에 포함되었다. 2016년 6월, 국제 올림픽 위원회(IOC) 집행위원회는 2020년 올림픽에 최종 후보에 오른 모든 스포츠를 포함시키자는 제안을 지지하겠다고 발표했다. 마침내 2016년 8월 3일에 5개 스포츠(야구와 소프트볼을 하나의 스포츠로 간주)가 모두 2020년 올림픽 프로그램에 포함되도록 승인되었다.